# Lengua anambé
Anambé, o más específicamente Anambe de Cairari, es un dialecto del idioma tupi hablado y posiblemente extinta desde el 2004 y hablada en Pará, en el río Cairari en Brasil. Está siendo suplantada por el portugués.